# Završni udarac (serija)
Završni udarac, u originalu The Closer je američka policijsko-akcijska serija čija je akcijska zvijezda glumica Kyra Sedgwick, koja glumi Brendu Leigh Johnson, jednu od vodećih američkih istražiteljica i bivšu agenticu CIA-e koja putuje zemljom kako bi razriješila važne slučajeve ubojstva.
Nakon brojnih putovanja dodijeljeno joj je mjesto voditeljice policijske postaje u Los Angelesu. Ne nailazi uvijek na odobravanje svojih kolega jer je oštra na jeziku. Najbolji prijatelj joj je Fritz Howard (Jon Tenney), koji joj je ujedno i strpljivi partner, iznimno snalažljiv u teškim situacijama. Na poslu joj je veliki oslonac i šef Will Pope (J. K. Simmons). Osim njih, ekipu detektiva čine David Gabriel (Corey Reynolds), mrzovoljni Provenza (G. W. Bailey) i Andy Flynn (Tony Denison), čangrizavi detektiv s uvijek prisutnom čačkalicom u ustima.
Osim njih u seriji se pojavljuju tehnički stručnjak Mike Tao, detektiv Julio Sanchez, detektivka Irene Daniels i policajac Taylor, očajan i ogorčen muškarac koji je kivan na šefa Willa Popea, jer smatra da je upravo on trebao dobiti Brendino mjesto. Brenda osim čestih nesuglasica s kolegama ima i privatnih problema.
Završni udarac se od siječnja 2008. emitira na Hrvatskoj televiziji.